# یوشیفومی آتو
یوشیفومی آتو (انگلیسی: Yoshifumi Ato؛ زادهٔ ۲ مهٔ ۱۹۸۳) آهنگساز، تهیه‌کننده موسیقی، تهیه‌کننده موسیقی، موسیقی‌دان اهل ژاپن است. وی از سال ۲۰۰۰ میلادی تاکنون مشغول فعالیت بوده‌است.